# The Hobo
Pour les articles homonymes, voir Hobo.
Pour plus de détails, voir Fiche technique et Distribution.
The Hobo est un film muet américain réalisé par Arvid E. Gillstrom et sorti en 1917.

## Fiche technique
- Titre : The Hobo
- Réalisation : Arvid E. Gillstrom
- Scénario :
- Photographie :
- Montage :
- Producteur : Louis Burstein
- Société de production : King Bee Studios
- Pays de production :  États-Unis
- Langue : intertitres en anglais
- Format : Noir et blanc — 35 mm — 1,33:1 — Son : Muet
- Genre : Comédie
- Durée : 15 minutes
- Date de sortie :
  - États-Unis : 1er novembre 1917

## Distribution
- Billy West : The Hobo
- Oliver Hardy : Harold
- Leo White : Mr. Fox
- Bud Ross :
- Virginia Clark : Dolly